# Heiner Bayer
Heiner Bayer (* 2. März 1950 in Krefeld; † 18. Februar 2015 in Hamburg) war ein deutscher Eishockeyspieler.

## Karriere als Spieler

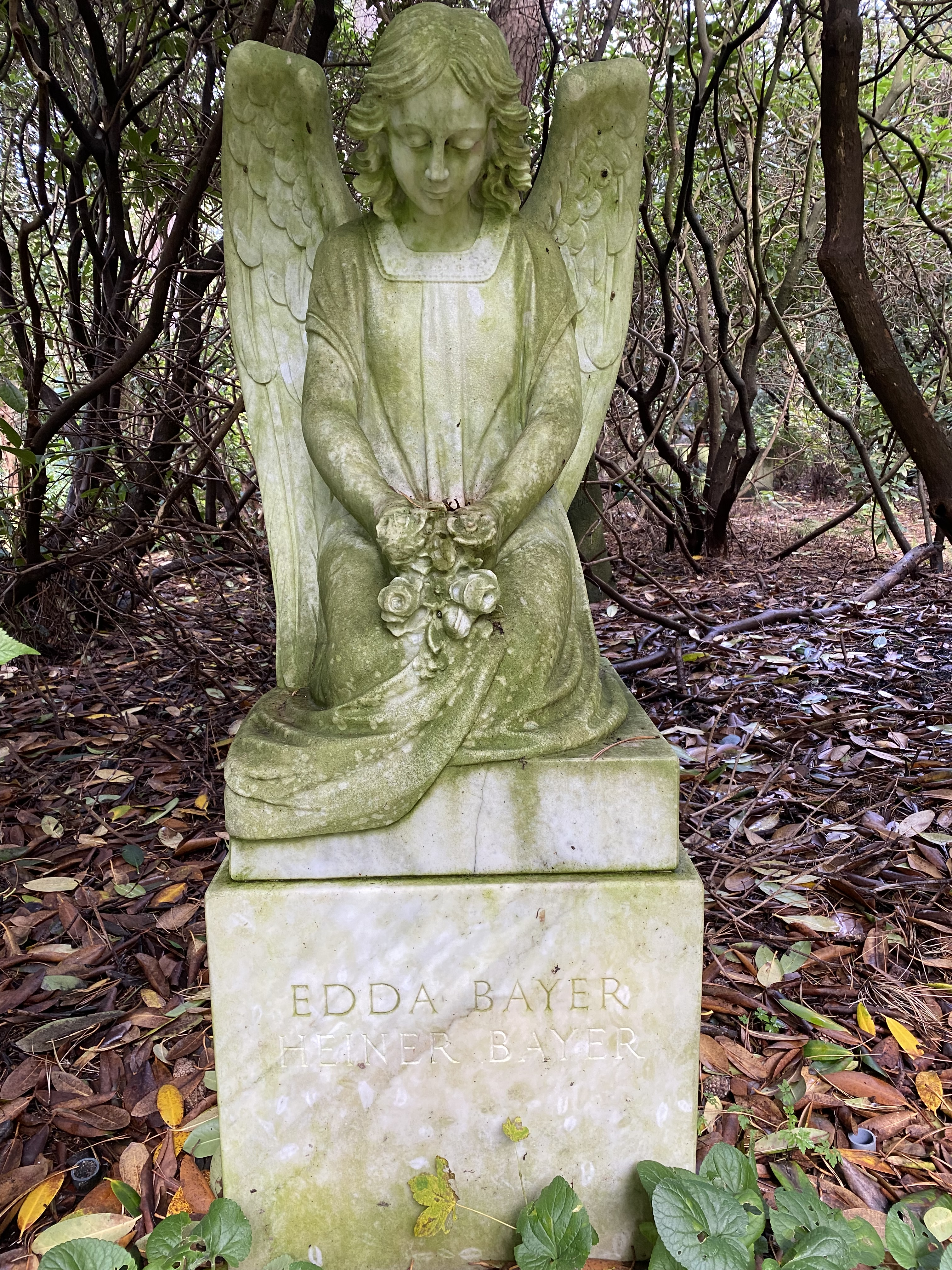
Grabstätte auf dem Friedhof Ohlsdorf

Aus dem Nachwuchs des Krefelder EV stammend, spielte Heiner Bayer ab 1971 beim Duisburger SC, bevor er 1973 nach Hamburg zum Hamburger SV wechselte. Später spielte er auch für den 1. EHC Hamburg.
International kam er bei zwei Spielen der Olympiaauswahl für Talente des Deutschen Eishockey-Bundes zum Einsatz u. a. 1976 in Hamburg-Stellingen beim Spiel gegen Norwegen.

## Berufliche Karriere
Hauptberuflich war er als freiberuflicher Fotograf tätig. Bayer verstarb 64-jährig in Hamburg und wurde auf dem dortigen Friedhof Ohlsdorf beigesetzt. Die Grabstätte befindet sich im Planquadrat AB 13 am Stillen Weg.